# Karl Lautenschlager

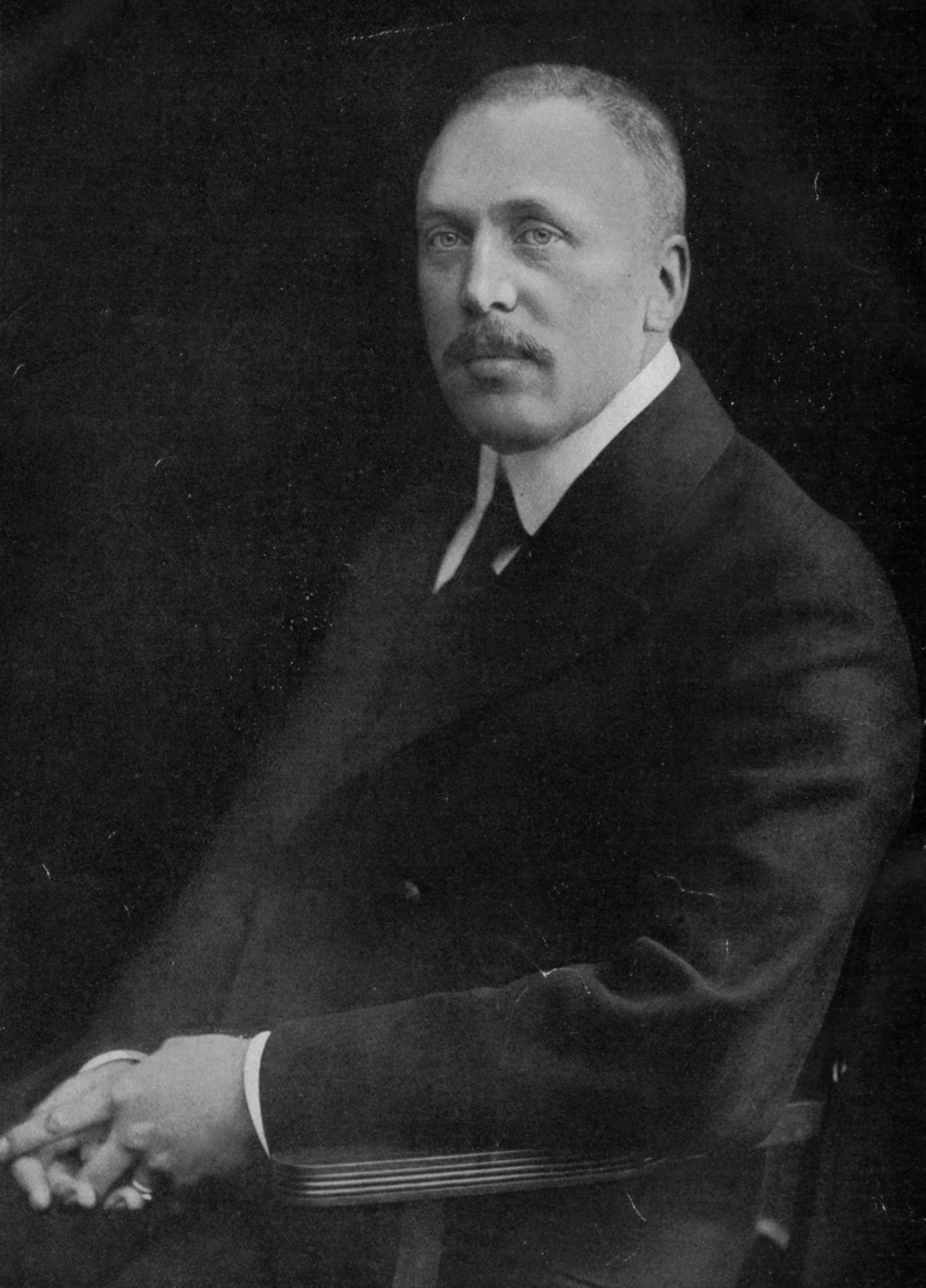
Karl Lautenschlager, um 1925

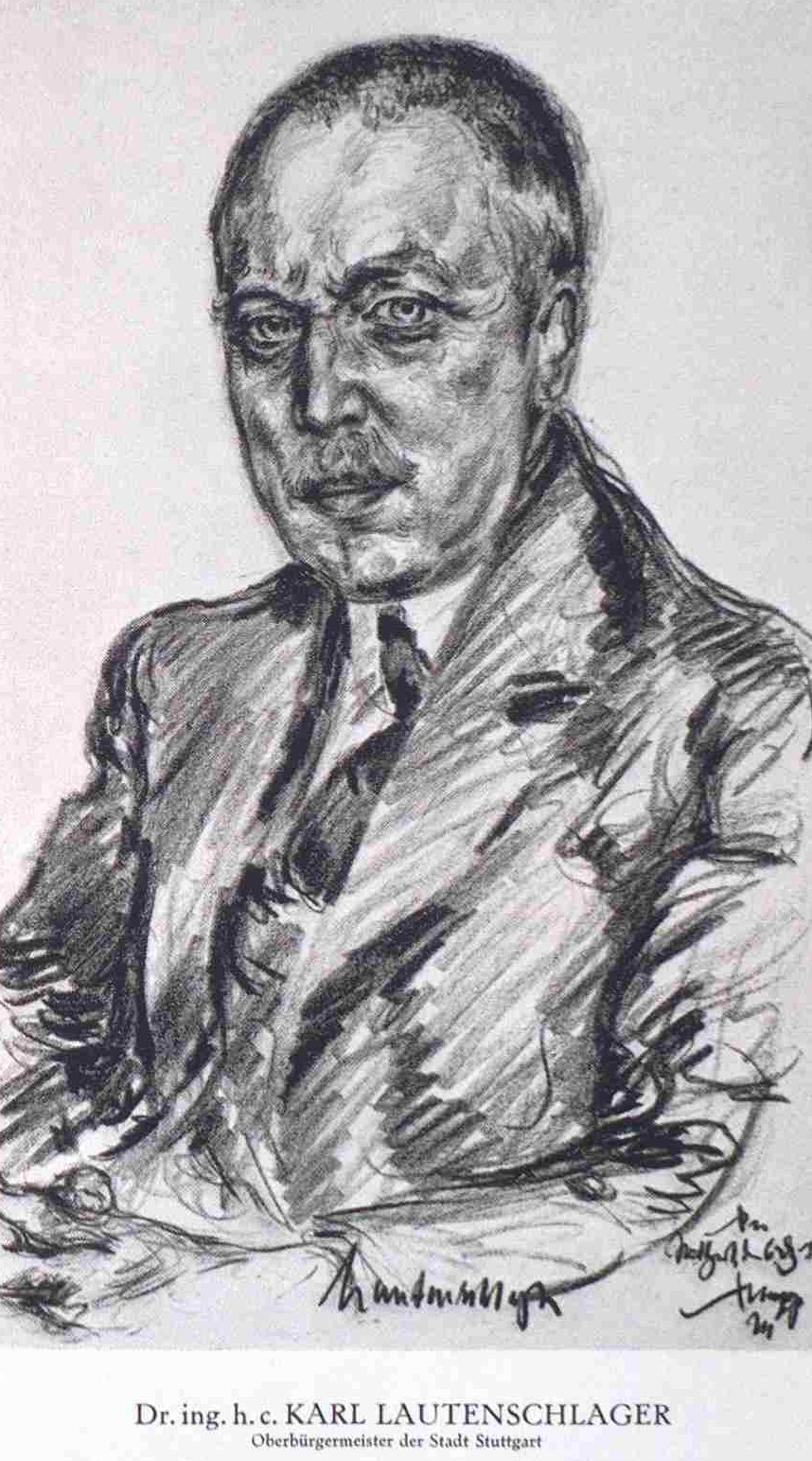
Emil Stumpp Karl Lautenschlager (1926)

Aktie der Stuttgarter Straßenbahnen vom August 1929 mit Unterschrift vom Aufsichtsrat Karl Lautenschlager

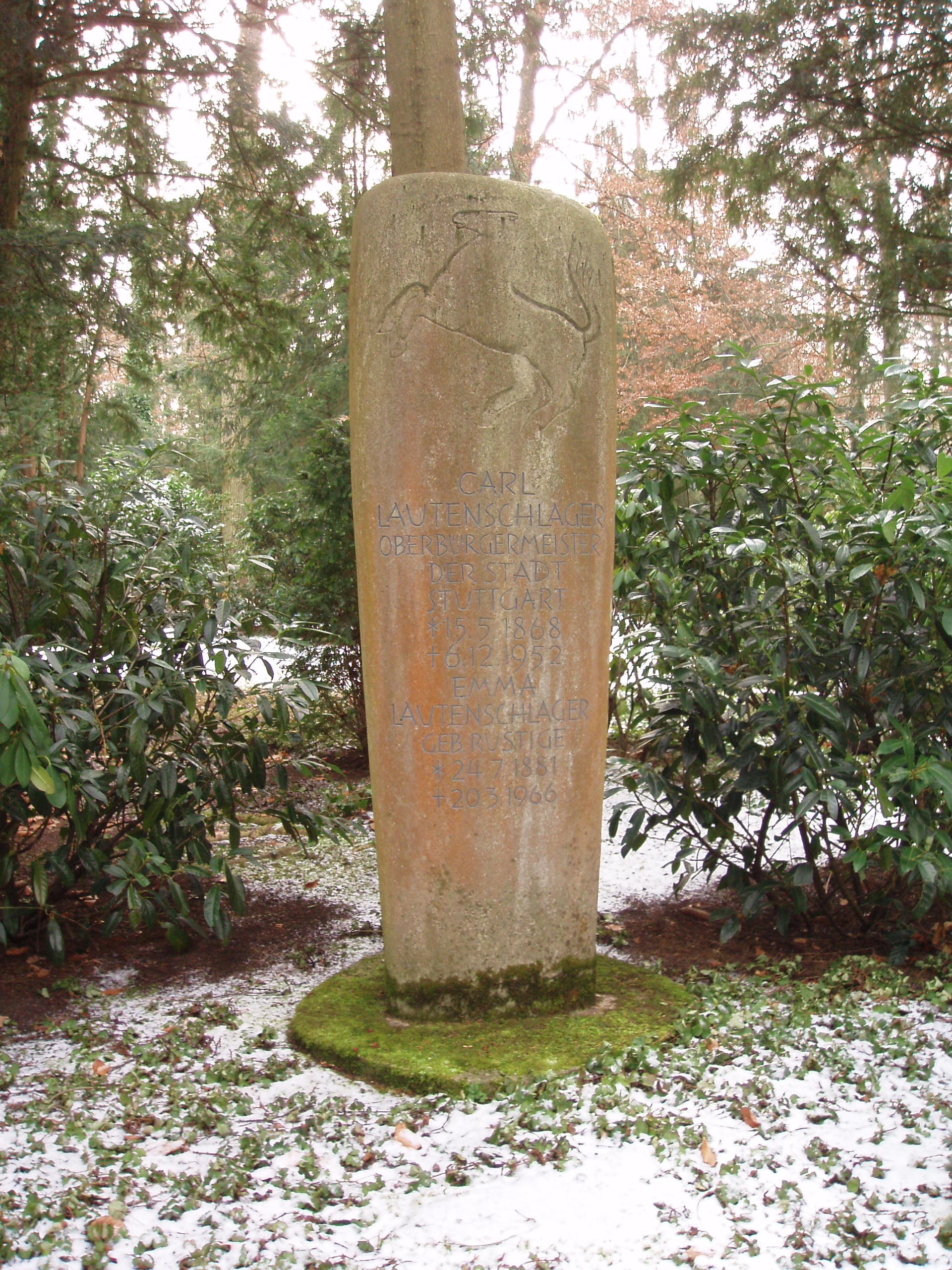
Grab von Karl Lautenschlager auf dem Waldfriedhof Stuttgart

Karl Lautenschlager (* 15. Mai 1868 in Stuttgart; † 6. Dezember 1952 ebenda) war von 1911 bis 1933 Stadtschultheiß bzw. Oberbürgermeister von Stuttgart.

## Leben
Lautenschlager war ein Sohn des Rechtsanwalts, Bankdirektors, Landtagsabgeordneten und Mitglieds des württembergischen Staatsgerichtshofs Karl Lautenschlager (1828–1895) und dessen Ehefrau Sophie, geb. Faber, aus Magstadt. Er studierte von 1888 bis 1892 in Tübingen und Leipzig Staats- und Rechtswissenschaften und wurde Regierungsrat der Stadtdirektion Stuttgart. In Tübingen war er Mitglied der Tübinger Studentenverbindung „Akademische Gesellschaft Stuttgardia“, die dem süddeutschen Liberalismus nahestand. Am 12. Mai 1911 wurde er – unterstützt von Konservativen und Nationalliberalen – zum ersten Mal zum Stadtschultheiß von Stuttgart gewählt. 1921 und 1931 wurde er wiedergewählt. Er trug ab 1930 die Amtsbezeichnung Oberbürgermeister, die vorher lediglich ein königlicher Ehrentitel war.   1933 trat er auf Drängen der Nationalsozialisten in den Ruhestand.
1912 hatte er Emma Lautenschlager geheiratet, mit der er zwei Töchter hatte.
Nach dem Zweiten Weltkrieg lehnte er es mit Verweis auf sein fortgeschrittenes Alter ab, wieder für das Amt des Oberbürgermeisters zu kandidieren. Stattdessen wurde der junge Arnulf Klett in das Amt gewählt. 1952 starb Lautenschlager in seiner Heimatstadt. Sein Grab befindet sich auf dem Waldfriedhof Stuttgart in Abteilung 1a.

## Wirken
Lautenschlager kümmerte sich besonders um die Infrastruktur, z. B. fielen die erste Kläranlage, der Bau des Stuttgarter Hauptbahnhofs, der Standseilbahn Stuttgart und der städtischen Badeanstalten in seine Wirkungszeit.

## Ehrungen und Auszeichnungen
Am 21. September 1945 wurde Karl Lautenschlager zum Ehrenbürger der Stadt Stuttgart ernannt.
In Stuttgart wurde die Lautenschlagerstraße nach ihm benannt. Sie führt von der kleinen Schalterhalle des Hauptbahnhofs in Richtung Stadtmitte und ist häufig bei Demonstrationen Sammelstelle und Ausgangspunkt für Auftaktkundgebungen.